# Armería (gemeente)
Armería is een gemeente in de Mexicaanse deelstaat Colima. De hoofdplaats van Armería is Ciudad de Armería. Armería heeft een oppervlakte van 342 km² en 24.939 inwoners (census 2005).
Armería · Colima · Comala · Coquimatlán · Cuauhtémoc · Ixtlahuacán · Manzanillo · Minatitlán · Tecomán · Villa de Álvarez